# Tor Lindblad
Tor Robert Lindblad, född 26 december 1909 i Karis, död 20 mars 1982 i Ekenäs, var en finlandssvensk militär. Han utnämndes till riddare av Mannerheimkorset (riddare nr 93) den 8 september 1942. 
Under hela fortsättningskriget tjänstgjorde han med löjtnants grad som kompanichef vid 2.kompaniet i det finlandssvenska infanteriregementet IR 13, först vid Hangöfronten och därefter i anfallsstriderna på Aunusnäset  1941. Efter detta ledde han kompaniets strider vid Jandebafloden 1941–1944 samt under avvärjningsstriderna på Karelska näset 1944  vid Kaplainmäki, Vierumäki och Tali kvarn. Efter kriget tjänstgjorde han som kompanichef vid det finlandssvenska truppförbandet Nylands Brigad i Ekenäs men övergick 1956 till civil yrkeskarriär. År 1967 befordrades Tor Lindblad till major i reserven.
Tor Lindblad var skicklig i modern femkamp och lärde bland annat upp sina söner i fäktningens ädla konst. Förutom sina söner tränade han även upp andra fäktningsintresserade.  En av hans adepter Kurt ”Bubi” Lindeman, kom sedermera att representera Finland i olympiska spelen 1952 och 1960. Som en ödets nyck råkar fäktaren Kurt Lindemans far och tränare ha exakt samma namn, vilket gör att de två brukar ofta sammanblandas med varandra.   
Vid Våghusparken i Ekenäs i Finland avtäcktes den 4 juni 2001 en minnessten över Tor Lindblad .  